# Sarvastivada
Sarvastivada (Sanskriet: sarvāstivāda, Pali: sabbatthivāda) was een van de vroege boeddhistische scholen, in de derde eeuw v.Chr. gesticht ten tijde van Asoka. Met Theravada vormde het de boeddhistische scholastiek, de abhidharma. De school was tot de zevende eeuw vooral invloedrijk in het noorden van India en in Centraal-Azië. In Kasjmir werd in de tweede eeuw ten tijde van Kanishka de Mahavibhasa Shastra geschreven, die de grondslag zou vormen van Vaibhasika.

## Filosofie
Het wereldbeeld van sarvastivada is atomistisch in de zin dat de dagelijks waarneembare wereld niet werkelijk bestaat, maar is opgebouwd uit ontelbare kleine elementen, de dharma's. Het zijn alleen deze dharma's die werkelijk bestaan en ook nog maar voor een enkel discreet moment. Volgens deze momentariteit volgt een dharma direct uit de voorgaande dharma volgens het principe van afhankelijk ontstaan. Volgens dit principe hebben gebeurtenissen voorafgaand aan de meest recente dharma geen invloed meer, evenmin als er geanticipeerd wordt op daaropvolgende gebeurtenissen.
Dit principe kwam een aantal problemen. Aangezien het teleologie uitsluit, zou karma niet kunnen bestaan volgens het principe van afhankelijk ontstaan. Ook levert het problemen op bij de observatie van eigen emoties, aangezien observatie en emotie zich beiden in het eigen hoofd afspelen en niet tegelijkertijd kunnen plaatsvinden. Als oplossing bedachten de sarvastivada-boeddhisten dat naast de dharma in het heden ook de dharma's uit het niet-heden bestonden en daarmee dat er dus een verleden en een toekomst moet zijn. Dit is de positie (vāda) volgens welke alles (sarva) bestaat (asti), wat de naam van de school verklaart. In de Indische traditie van debateren werden deze stellingen verfijnd en aangescherpt, aangezien andere scholen deze leer verwierpen. Zo stelden de sautrantika-boeddhisten dat een reeks van zaden (bija) de oorzaak met het gevolg verbindt. Volgens yogacara wordt de continuïteit gewaarborgd door alaya-vijnana, het causale bewustzijn (vijnana).
Een aparte positie hadden woorden. Waar fysieke en mentale onderwerpen niet werkelijk bestaan, maar zijn opgebouwd uit dharma's, zijn woorden volgens de sarvastivada-boeddhisten zelf dharma's en bestaan dus wel. Ze maakten onderscheid tussen drie van dergelijke dharma's, de namakaya (woord, vooral zelfstandig naamwoord), de padakaya (zin) en de vyanjanakaya (geluid).

## Geschiedenis
Sarvastivada ontwikkelde zich in Gandhara waar de Indo-Grieken heersten. Zo kwam het boeddhisme in contact met de hellenistische wereld, wat onder meer blijkt uit Milindapanha, een overgeleverde discussie tussen de boeddhistische Nagasena en koning Menander I. Griekse ideeën zijn niet zozeer terug te vinden in het latere boeddhisme, maar de Griekse invloed lijkt de manier van debatteren te zijn geweest. Dit lijkt ook te volgen uit de bekering van enkele Grieken tot het boeddhisme, waaronder Menander. Na het verdwijnen van de Grieken bleven de filosofische debatten onderdeel van de hofcultuur. Regelmatig was het de koning was die oordeelde wie het debat had gewonnen. Waar onderlinge strijd nog wel eens stagnerend kan werken, stimuleerde deze opzet de deelnemers om hun eigen standpunt te verfijnen en verder te ontwikkelen, zodat kritiek beter gepareerd kon worden. Zo werd innovatie en creativiteit gestimuleerd, niet alleen onder binnen het boeddhisme, maar ook in het jaïnisme en brahmanisme.

### Invloed op brahmanisme
Het brahmanisme ontwikkelde mede vanuit deze debattraditie verschillende filosofische scholen (darsana's), waarbij sarvastivada vooral van belang lijkt te zijn geweest bij de vorming van de vaisheshika-school. Het idee dat het gevolg al aanwezig is in de oorzaak komt bij de samkhya-school terug als satkaryavada. Dit hing samen met stellingen als de pottenbakker maakt een pot. Volgens de satkaryavada is de pot al aanwezig in de klei. Ook bij de advaita vedanta-school van Shankara was dit idee aanwezig.
Het concept ajativada uit de vedanta-school sluit nog dichter aan bij sarvastivada, aangezien het de objectieve werkelijkheid ontkent. Pot is dan ook niet meer dan een woord.
In de nyaya-school ontkende de satkaryavada, met asatkaryavada. De pot bestaat dus niet voordat deze gemaakt wordt.